# Demarai Gray
Demarai Remelle Gray (sinh ngày 28 tháng 6 năm 1996) là một cầu thủ bóng đá chuyên nghiệp hiện đang chơi cho câu lạc bộ Everton ở vị trí tiền vệ cánh. Sinh ra ở Anh, anh thi đấu cho đội tuyển bóng đá quốc gia Jamaica. 
Gray đã trải qua hệ thống tuyển chọn trẻ của Birmingham City, nơi anh đã thi đấu lần đầu lúc 17 tuổi vào tháng 10 năm 2013. Trong hơn hai mùa giải, anh thi đấu tổng cộng 78 lần trên mọi đấu trường, bao gồm 51 trận đá chính từ đầu ở Championship và ghi 8 bàn. Gray ký hợp đồng với Leicester City vào tháng 1 năm 2016 và là cầu thủ đóng góp vào chức vô địch Premier League 2015–16 của đội bóng này.
Gray đại diện cho Anh từ cấp độ U-18 đến U-21 và có hai lần được gọi vào đội tuyển Anh nhưng chưa có trận ra mắt nào. Anh quyết định chọn thi đấu quốc tế cho đội tuyển Jamaica nhờ di sản gia đình để lại.

## Sự nghiệp câu lạc bộ

### Birmingham City

#### Đầu đời và sự nghiệp
Gray sinh ra ở Birmingham, nơi anh theo học Trường trung học Frankley và chơi cho các đội học sinh của Cadbury Athletic. Anh gia nhập Học viện Birmingham City lúc 11 tuổi, và nhận học bổng hai năm vào tháng 7 năm 2012. Trong một cuộc phỏng vấn năm 2013, Gray đánh giá thế mạnh của mình là "tốc độ, rê bóng và kỹ thuật", anh cảm thấy cần phải "ghi bàn nhiều hơn", tự mô tả bản thân bằng ba chữ "cuồng nhiệt, bình tĩnh và hạnh phúc", và cho rằng Nathan Redmond ảnh hưởng lớn nhất đối với anh kể từ khi gia nhập câu lạc bộ.

## Danh hiệu
Leicester City
- Premier League: 2015-16